# Artaude
Die Artaude ist ein kleiner Fluss in Frankreich, der im Département Corrèze in der Region Nouvelle-Aquitaine verläuft. Sie entspringt einem kleinen Stausee im östlichen Gemeindegebiet von Saint-Angel, im Regionalen Naturpark Millevaches en Limousin, verlässt den Naturpark aber bereits im Oberlauf, entwässert generell Richtung Südsüdost und mündet nach rund 15 Kilometern an der Gemeindegrenze von Sainte-Marie-Lapanouze und Liginiac im Staubereich der Marèges-Talsperre als rechter Nebenfluss in die Dordogne.

## Orte am Fluss
(Reihenfolge in Fließrichtung)
- Beaune, Gemeinde Saint-Angel
- Noutre, Gemeinde Valiergues
- Thomas, Gemeinde Mestes
- L’Artaude, Gemeinde Valiergues
- Chaumerliac, Gemeinde Chirac-Bellevue
- Saint-Étienne-la-Geneste
- Chaumioux, Gemeinde Sainte-Marie-Lapanouze
- Chaux, Gemeinde Liginiac
- Le Château d’Anglard, Gemeinde Sainte-Marie-Lapanouze

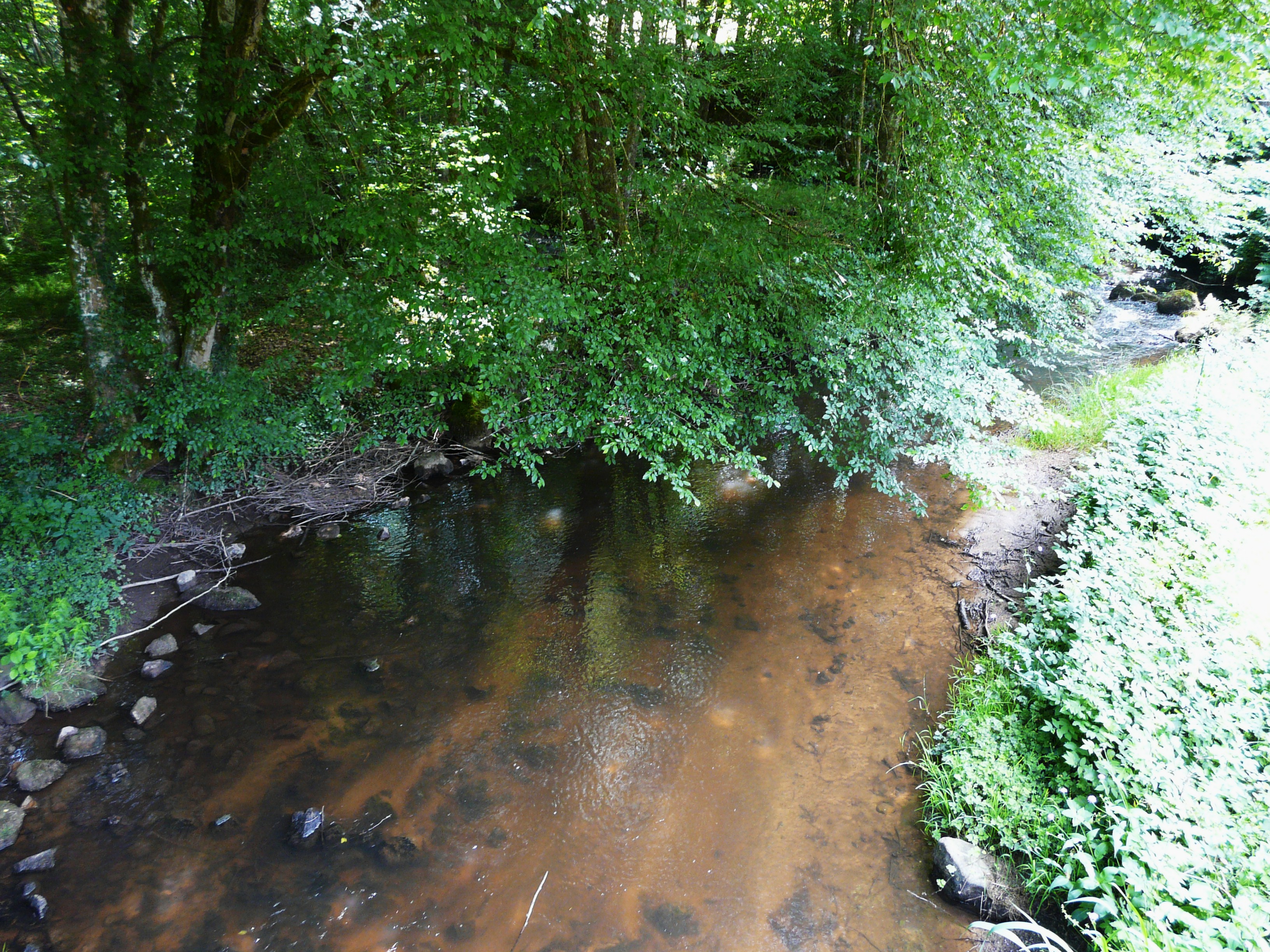
Der Fluss bei Saint-Étienne-la-Geneste